# آهواتوکی
آهواتوکی (به انگلیسی: Ahwatukee, Phoenix) شهرکی در ایالات متحده آمریکا است که در آریزونا واقع شده‌است.

## خصوصیات
آهواتوکی ۷۷٬۲۴۹ نفر جمعیت دارد.